# 尹潭
尹 潭（ユン・ダム、朝鮮語: 윤담、1900年 - 1973年8月20日または8月30日）は、大韓民国の実業家、政治家。第2・４・5代韓国国会議員。本貫は坡平尹氏。

## 経歴
本籍は忠清南道論山郡（現・論山市）、同地生まれ。公州蚕業学校（公州蚕業講習所）卒業。1950年の第2代総選挙に出馬した時点で51歳であり、酒造業を営んでいると当時の新聞に記載がある。
民主党論山乙区委員長を経て、1958年の第4代総選挙と1960年の第5代総選挙にも当選した。1958年の釜山政治波動により、許潤秀、田泳奭、劉聖権の3人の政治家とともに地下室に軟禁され体調が悪化し危篤状態となり病院に搬送された。1960年に民主党旧派同志会に加入し、その後は新民党にも加入した。
1973年に老衰のため、論山郡連山面にて73歳で死去した。